# Henri M. J. Boffin
| (37392) Yukiniall                | 10. Dezember 2001 | [2] |
| (55543) Nemeghaire               | 8. Dezember 2001  |     |
| (91604) Clausmadsen              | 14. Oktober 1999  | [2] |
| (94884) Takuya                   | 14. Dezember 2001 |     |
| (125547) 2001 XJ3                | 8. Dezember 2001  |     |
| (125688) 2001 XT88               | 13. Dezember 2001 |     |
| (125719) 2001 XQ105              | 14. Dezember 2001 |     |
| (200766) 2001 XY4                | 8. Dezember 2001  |     |
| (213424) 2001 XS88               | 13. Dezember 2001 |     |
| (258372) 2001 XH3                | 8. Dezember 2001  |     |
| (413126) 2001 XU88               | 14. Dezember 2001 |     |
| [2] zusammen mit Thierry Pauwels |                   |     |

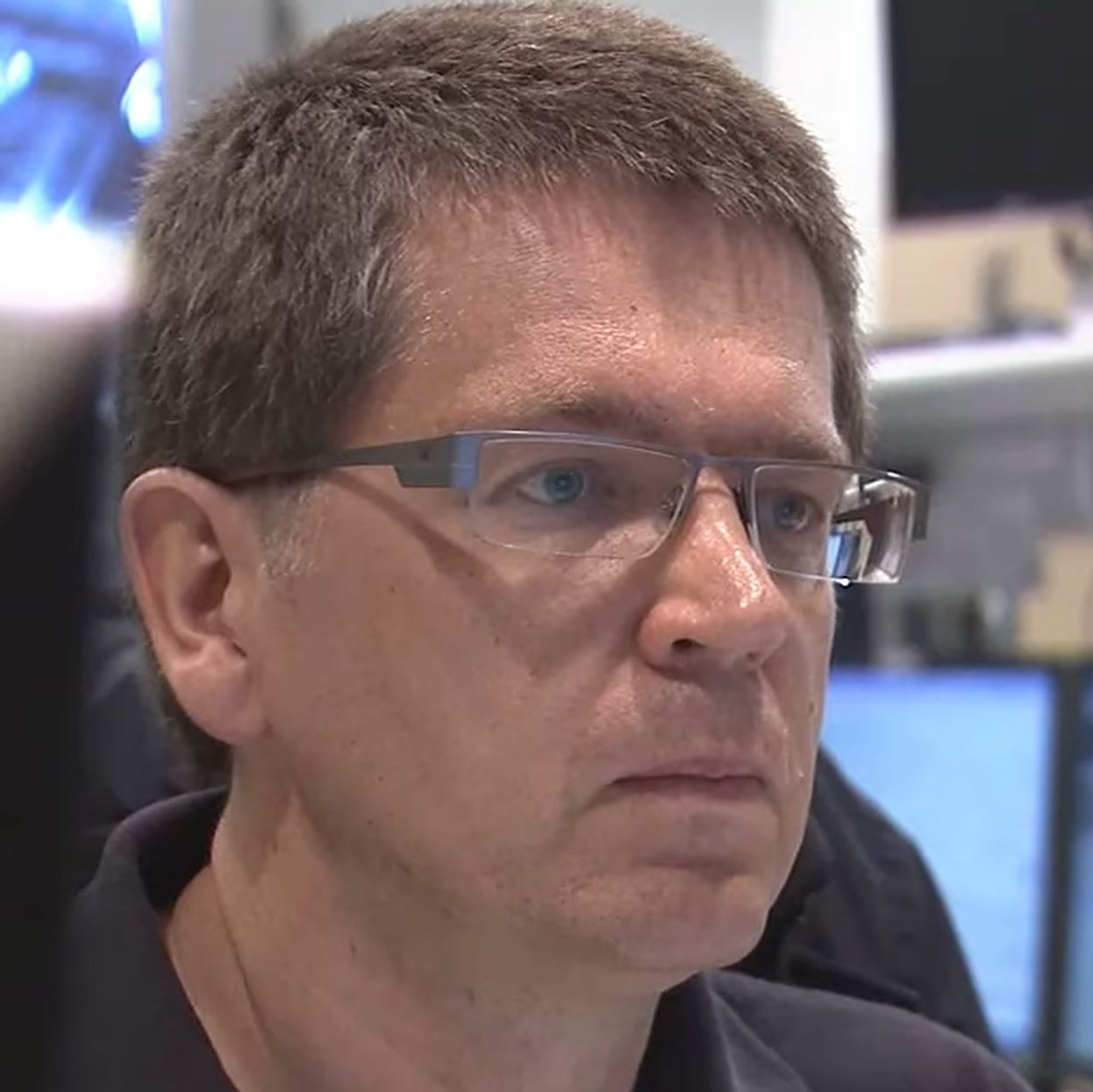
Henri M. J. Boffin

Henri M. J. Boffin (* 25. Dezember 1965) ist ein belgischer Astronom und Asteroidenentdecker, der an der Europäischen Südsternwarte arbeitet.

## Leben
Boffin erlangte 1987 einen Abschluss in Physik an der Université libre de Bruxelles. 1993 wurde er dort promoviert (PhD) mit einer Schrift im Fachgebiet Astrophysik. Im Folgejahr absolvierte er außerdem eine auf seine wissenschaftlichen Vorkenntnisse aufbauende Ausbildung an der Journalismus-Hochschule Ecole Supérieure de Journalisme de Lille. Mit einem Stipendium der Japan Society for the Promotion of Science war er danach als Postdoc an den Universitäten in Kyōto und Kōbe. Ab 1996 war er als Forschungsassistent in der Gruppe für Sternentstehung an der Cardiff University tätig.
Von 1998 bis 2003 forschte Boffin als Senior-Astronom an der Königlichen Sternwarte von Belgien. 2003 wechselte er zur Europäischen Südsternwarte (ESO). Zunächst arbeitete er in der ESO-Zentrale in Garching bei München als Astronom, Pressesprecher und stellvertretender Leiter der Abteilung Public Affairs. 2010 ging er nach Chile und wirkte als Paranal Operations Staff Astronomer und stellvertretender Leiter des Office for Science. 2016 kehrte er wieder nach Garching zurück, wo er als Astronom und im User Support Department tätig ist.
Boffin entdeckte zwischen 1999 und 2001 insgesamt 11 Asteroiden, teilweise zusammen mit Thierry Pauwels. Der Schwerpunkt seiner Forschung liegt auf Doppelsternen.